# Kazimierz Skarżyński

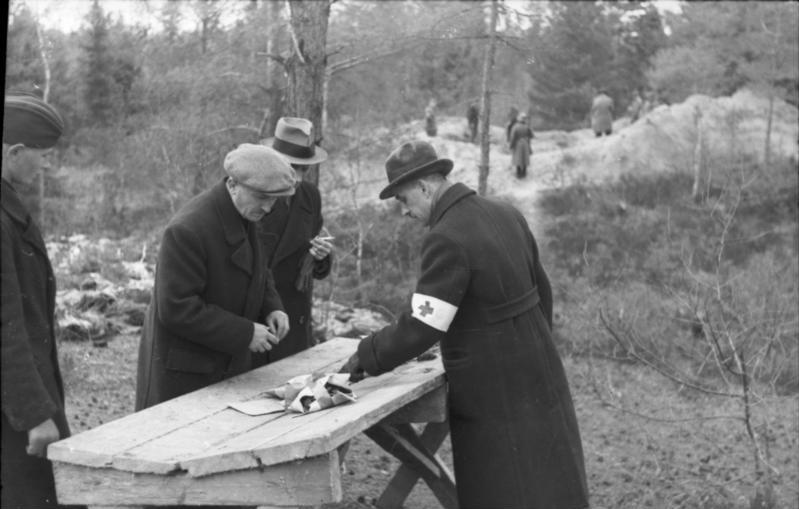
Komisja PCK w Katyniu w 1943

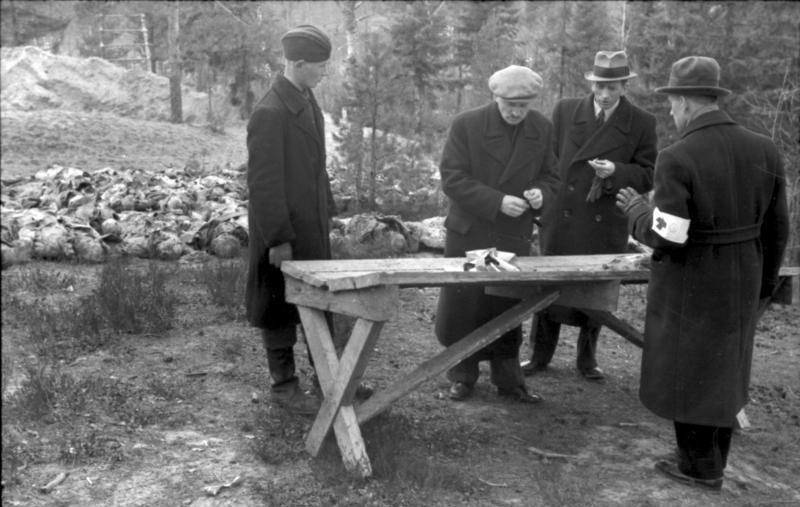

Kazimierz Skarżyński (ur. 15 grudnia 1887 w Kroczewie pod Płońskiem, zm. 10 czerwca 1962 w Calgary w Kanadzie) – sekretarz generalny Polskiego Czerwonego Krzyża w okresie II wojny światowej, autor pierwszego raportu o zbrodni katyńskiej i szef komisji PCK w Katyniu w 1943.

## Życiorys

### Okres do 1939
Kazimierz Skarżyński pochodził ze starej szlachty herbu Bończa, był synem Henryka i Marii z domu Czarnowskiej. Otrzymał wykształcenie w Wiedniu (gimnazjum jezuitów), Paryżu (Szkoła Nauk Politycznych) i Antwerpii (Instytut Wyższego Handlu). W latach 1913–1919 przebywał na Zakaukaziu, gdzie reprezentował francuską spółkę zajmującą się wydobyciem i przetwórstwem miedzi. Po wybuchu rewolucji w Rosji pełnił funkcję łącznika między Tatarami a Kurdami w czasie walk z armią turecką. W latach wojny polsko-bolszewickiej walczył jako ochotnik w oddziałach polskiej kawalerii. W 1935 ożenił się z Zofią Zamoyską, córką ministra spraw zagranicznych RP, Maurycego Zamoyskiego. Ze związku tego pochodziło dwoje dzieci: Marek i Maria. Marek Skarżyński zginął tragicznie w Kanadzie w 1957. Maria Skarżyńska jest działaczką polonijną w prowincji Alberta w Kanadzie. Siostrą Kazimierza Skarżyńskiego była Rena (Teresa) Jeleńska, ceniona tłumaczka literatury angielskiej i włoskiej, matka znanego intelektualisty polskiego Konstantego Jeleńskiego.

### PCK
Korzystając z propozycji swojej ciotki Marii Tarnowskiej, w styczniu 1940 przyjął funkcję sekretarza generalnego Polskiego Czerwonego Krzyża – jednej z nielicznych stosunkowo niezależnych organizacji polskich pod okupacją hitlerowską.
Spisywane na gorąco (czerwiec 1943) i dwukrotnie później uzupełniane (1945 i 1946) i dokumentowane zagadnienia związane z odkryciem przez Niemców grobów katyńskich opisał Skarżyński szczegółowo w swoim Raporcie katyńskim. Po odkryciu przez Niemców masowych grobów w lesie katyńskim i zażądaniu przez nich, aby Polski Czerwony Krzyż podjął się ekshumacji i badania zwłok Kazimierz Skarżyński, po dyskusjach z Zarządem Głównym PCK, podjął się tej misji. Zdając sobie sprawę z wyjątkowości sytuacji i skomplikowanej roli PCK, skierowanej do tej pracy przez okupanta niemieckiego, powołał ściśle techniczną komisję, która nie mogła być posądzona o cele polityczno-propagandowe. Kierował bezpośrednio w Katyniu i pośrednio z Warszawy pracami komisji w lesie katyńskim od 17 kwietnia do 7 czerwca 1943. Jako współpracownik Armii Krajowej sporządzone przez siebie poufne sprawozdanie przekazał władzom Polski Podziemnej. Generał Stefan Grot-Rowecki poinformował rząd RP w Londynie o wstępnym raporcie PCK otrzymanym od Skarżyńskiego już 13 maja.
Komisja techniczna wyleciała do Smoleńska specjalnym samolotem niemieckim 15 kwietnia. Ze Smoleńska członków komisji przewieziono samochodami rankiem 16 kwietnia do Kozich Gór w lasach katyńskich. W skład komisji poza Skarżyńskim wchodzili: rtm. Ludwik Rojkiewicz, Jerzy Wodzinowski i dr Bartoszewski. Z ramienia metropolity krakowskiego towarzyszył im ks. Stanisław Jasiński, którego rola polegała jedynie na pobłogosławieniu zwłok, oraz kryminolog z Krakowa dr Tadeusz Pragłowski, który zaraz po przyjeździe z Krakowa stwierdził, że nie widzi tu dla siebie roli i natychmiast wyjechał z Katynia. Skład ekipy niemieckiej (dyrektor Zenzinger z Urzędu Propagandy GG w Krakowie, trzech oficerów policji kryminalnej w Berlinie, a w Smoleńsku gospodarzami byli żołnierze kompanii propagandy Aktivpropagandakompanie pod dowództwem por. Slovenzika) wyraźnie wskazywał na wykorzystanie ekshumacji i badania zwłok dla celów propagandowych. Skarżyński tego samego dnia zakazał wypowiadania się w imieniu komisji indywidualnie i wydał polecenie przebywania bez przerwy razem, odmówił też składania jakichkolwiek oświadczeń dla przebywających tam reporterów niemieckich. Po dokonaniu wstępnych oględzin zwłok i zapoznaniu się z dostępnymi dokumentami znalezionymi przy zwłokach Skarżyński podjął decyzję o krótkim powrocie do Warszawy, aby złożyć wstępne sprawozdanie zarządowi głównemu PCK i uściślić zasady dalszego postępowania komisji. W Protokole nr 332 z posiedzenia prezydium w Warszawie stwierdzono m.in.

1. W pobliżu Smoleńska, w miejscowości Katyń, znajdują się częściowo odkopane masowe groby oficerów polskich. 
2. Opierając się na oględzinach około 300 dotychczas wydobytych zwłok można stwierdzić, że oficerowie ci zostali zamordowani strzałami w tył głowy, przy czym jednakowy typ ran wszystkich niewątpliwie stwierdza masową egzekucję. 
3. Mord nie miał charakteru rabunkowego, gdyż zwłoki są w mundurach, w butach, przy orderach, przy czym przy zwłokach znaleziono znaczną ilość polskich monet i banknotów. 
4. Sądząc z papierów znalezionych przy zwłokach, mord nastąpił w miesiącach marzec-kwiecień 1940 roku.

20 kwietnia 1943 Zarząd Główny PCK w Warszawie wysłał raport Kazimierza Skarżyńskiego do Międzynarodowego Komitetu Czerwonego Krzyża w Genewie. Poza wymienionymi wyżej oryginalnymi członkami komisji, w jej pracach przy ekshumacji zwłok w okresach krótszych udział wzięli też inni przedstawiciele PCK: Stefan Kołodziejski, Hugon Kassur, Gracjan Jaworowski, Antoni Godzik, dr Marian Wodziński, Władysław Buczek, Franciszek Król, Ferdynand Płonka, Stefan Cupryjak i Jan Mikołajczyk.

### Emigracja
Po wojnie, skutkiem przesłuchań prowadzonych przez komunistycznych prokuratorów i odwołania władz PCK decyzją Marszałka Polski Michała Roli-Żymierskiego, było podjęcie decyzji przez Kazimierza Skarżyńskiego o ucieczce z Polski Ludowej wraz z rodziną. W przeprowadzeniu planu korzystał z istniejących jeszcze wówczas konspiracyjnych struktur pozostałych po rozwiązanej Armii Krajowej. Granicę przekroczył w 1946.
Zanim opuścił Polskę, już w 1945 uzupełnił swój wstępny raport o dalsze fakty i znajome mu obserwacje sprawy katyńskiej, po czym przekazał go poufnie ambasadzie brytyjskiej w Warszawie. Ten pełny raport ambasada przekazała rządowi brytyjskiemu z dopiskiem, że Skarżyński był im znany jeszcze z czasów przedwojennych i w związku z tym gwarantują jego sumienność i prawdomówność.
Po krótkim pobycie w Europie (Londyn, Norymberga i Paryż) w 1948 przeniósł się z rodziną do Kanady. Przez szereg lat nadzorował majątki ziemskie francuskiej firmy Crédit Foncier w prowincji Saskatchewan. W latach późniejszych osiadł w Calgary.
W 1951 Izba Reprezentantów Stanów Zjednoczonych powołała specjalną komisję Do Zbadania Masowej Zbrodni na Polskich Oficerach w Lesie Katyńskim koło Smoleńska w Rosji. Komisja pracowała blisko dwa lata, przeglądając tysiące dokumentów i przesłuchując licznych świadków. Do współpracy poproszono organa zagraniczne: rządy polskie w Warszawie (Polska Ludowa) i Londynie (Rząd RP na uchodźstwie), rząd Republiki Federalnej Niemiec i rząd ZSRR. Jedynie rząd polski w Londynie i rząd RFN przyjęły zaproszenie. Zorganizowano przesłuchania w licznych miejscach: w Waszyngtonie (październik 1951, luty 1952 i czerwiec 1952), Chicago (marzec 1952), Londynie (kwiecień 1952), we Frankfurcie nad Menem (kwiecień 1952), w Berlinie (kwiecień 1952) i Neapolu (kwiecień 1952). Podczas przesłuchania komisji w Chicago przyjęto zeznania Kazimierza Skarżyńskiego. Komisja ta we wnioskach końcowych stwierdziła jednoznacznie, że amerykańskie służby wojskowe i polityczne popełniły polityczny i moralny błąd, przyjmując zapewnienia Stalina o sowieckiej wersji wypadków. Jako przyczyny tego błędu wskazano na dominującą w pierwszej połowie lat 40. XX wieku chęć zabezpieczenia przystąpienia ZSRR do wojny na Dalekim Wschodzie i użycia potencjału militarnego Armii Czerwonej do stworzenia ofensywy rosyjskiej na froncie wschodnim w Europie.
Kazimierz Skarżyński zmarł w 1962 w Calgary, gdzie też został pochowany. Na cmentarzu, na którym go pochowano, leżą również inni Polacy, bliscy Kazimierza Skarżyńskiego, m.in. siostra żony Zofii – księżna Anna Czartoryska z mężem Piotrem i zmarła w 1999 wdowa po Kazimierzu Skarżyńskim – Zofia Skarżyńska de domo Zamoyska. W Calgary nadal mieszka córka Kazimierza Skarżyńskiego, wieloletnia aktywna działaczka organizacji polonijnych, Maria Skarżyńska oraz jego wnuk (syn Marii) Marek Skarżyński z żoną.

## Upamiętnienie
22 lipca 2015 Prezydent Bronisław Komorowski odznaczył go pośmiertnie Krzyżem Wielkim Orderu Odrodzenia Polski.
W 2015, nakładem Naczelnej Dyrekcji Archiwów Państwowych i Archiwum Państwowego w Warszawie ukazała się obszernych rozmiarów biografia K. Skarżyńskiego: "Kazimierz Skarżyński (1887—1962) W Imię Prawdy O Zbrodni Katyńskiej" autorstwa Jolanty Adamskiej i  Andrzeja Przewoźnika. Licząca 430 stron książka opatrzona jest szerokim indeksem dokumentów, fotografii i wspomnień bliskich i współpracowników K. Skarżyńskiego. Andrzej Przewoźnik zbierał dokumentację do tej pracy przez szereg lat, choroba i śmierć nie pozwoliły mu jednak zakończyć biografii. Dzieła tego podjęła się Jolanta Adamska. Jest to pierwsze tak szeroko opracowane kompendium wiedzy o Kazimierzu Skarżyńskim.